# دوستويفسكي و مقاربته الفلسفية

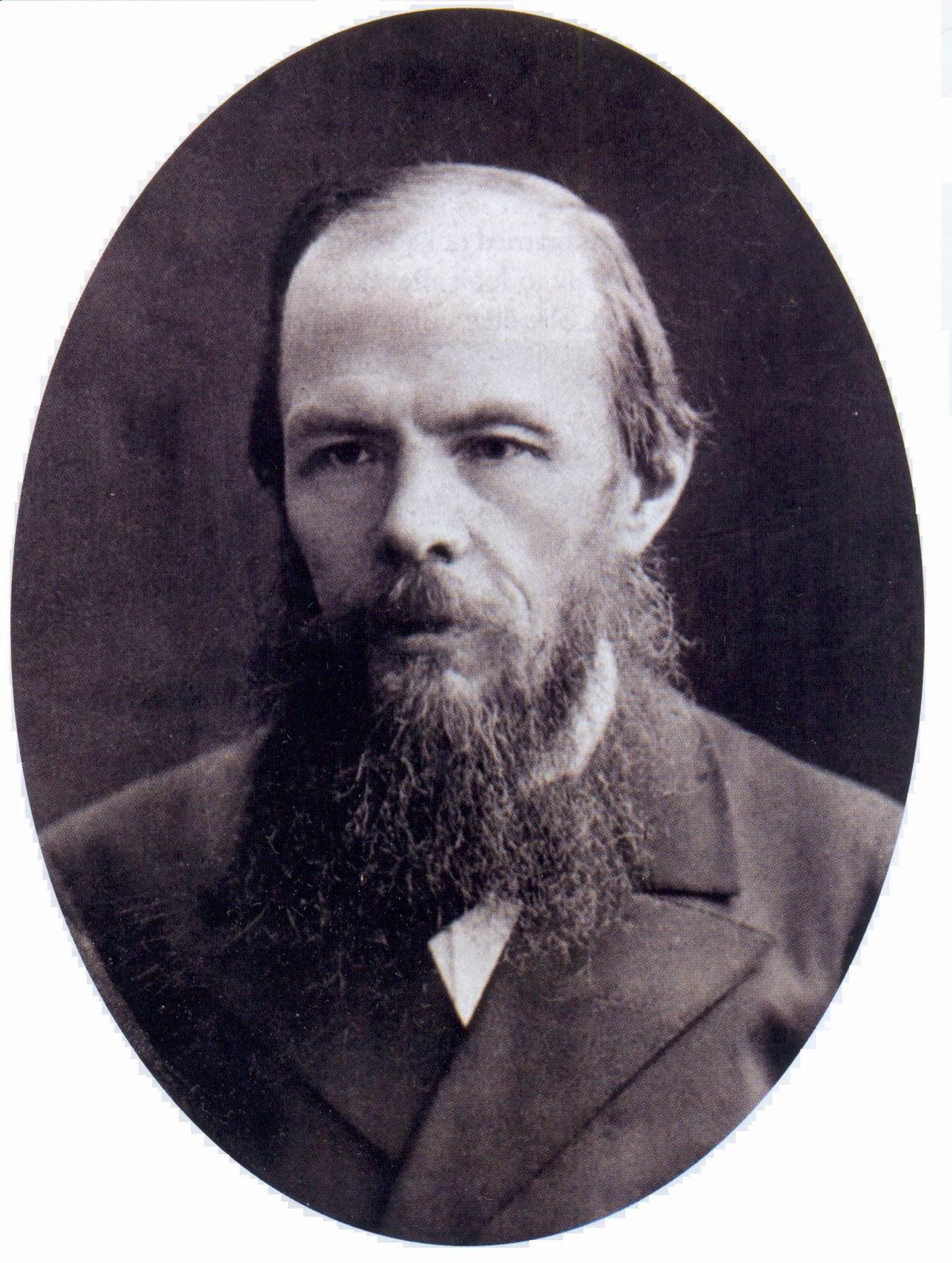
فيودور دوستويفسكي في عام 1879.

لم تؤخذ فلسفة دوستويفسكي بعين الاعتبار على هذا النحو من قبل معاصريه. علما أن فيودور دوستويفسكي لم يدرس الفلسفة، ولم يكتب أطروحات فلسفية ولم يدع أنه يحق له الحصول على أي لقب فلسفي . ومع ذلك، اليوم، كما قال جيمس ب. سكانلان ، الأستاذ بجامعة ولاية أوهايو في كولومبوس بالولايات المتحدة الأمريكية : “ حتى أقسى النقاد يجب أن يعترفوا بأن دوستويفسكي، على الرغم من بعده عن الفلسفة الأكاديمية، هو أحد أكثر الكتاب فلسفة. »  .

## دوستويفسكي، الروائي والفيلسوف
كان  من أوائل المؤلفين الذين وقفوا عند  البُعد الفلسفي في أعمال دوستويفسكي : إيفانوف و أنصار مجموعة فيخي و ممثلو الفلسفة الدينية الروسية ، نيكولا بيردييف  ، ، سيرجي بولجاكوف ، فاسيلي روزانوف  ، فلاديمير سولوفييف ، جورج فلوروفسكي., سيمون فرانك, ليون شيستوف  و فاسيلي زينكوفسكي . و كتب هذا الأخير في عام 1948 أنه على الرغم من وجود أدب فلسفي غني عن دوستويفسكي، فإن إرثه الفكري لم يُستوعب بعد حتى يومنا هذا »  .
أجاب  ألكسندر بورسوف الأستاذ في لينينغراد (1947-2015)، على  سؤال جاك كاتو هل  دوستويفسكي يمكن عده فيلسوفا؟بأنه يعتبر دوستويفسكي أعظم فيلسوف روسي. فبصفته كاتبا، كان دوستويفسكي على إطلاع على الفلسفات الغربية، لكن فكره كان متشبثا بتقاليد الفلسفة الروسية. و بصفته مفكرا وفيلسوفا، وضع في المقام الأول الروابط بين الفرد والمجتمع والتفاهم والتعاون الروحي المتبادل بين الشعوب. و من جهة كونه فنانا ، فقد كان يتجنب الحلول النهائية. ومع ذلك، كان يطمح  إليها في تفكيره الفلسفي، وهو ما اعتبره  بورسوف مناقضاً لطبيعة عبقريته. و يرى بورسوف أن دوستويفسكي هو فيلسوف عظيم، خاصة في رواياته، على الرغم من أن مذكرات كاتب تستحق دراسة خاصة من هذا المنظور.
يجد ليون شيستوف أمرا مدهشًا أن دوستويفسكي رغم انه لا يمتلك ثقافة علمية أو فلسفية  معلنة ، إلا أنه كان يعي  ماهية " المشكلة الأزلية والأساسية للفلسفة" » . لا يوجد كتاب مدرسي في الفلسفة  يستشهد أو يدرس مذكرات القبو . ولا يوجد فيها  أي  من المصطلحات العلمية أو الأكاديمية أو الأجنبية، و تفتقر إلى الطابع الأكاديمي"» . ومع ذلك، يتابع  شيستوف، إذا كان هناك "نقد للعقل الخالص قد كُتب، فهو موجود عند دوستويفسكي  مذكرات القبو وفي الروايات العظيمة التي نهلت  منها  . و يضع دوستويفسكي عمدًا أفكاره الفلسفية في فم الأبله  ديمتري كارامازوف وليس على لسان المثقفين مثل ديمتري كارامازوف  . أما فيما يتعلق بالمثقفين، فيلاحظ دوستويفسكي، كما يورد شيستوف، أن الانضباط المدرسي المهيكل  للذكاء يشل قواهم الإنسانية ويجبرهم على تقييد أنفسهم .
و لقد وفرت تجربة السجن التي عاشها دوستويفسكي بالنسبة لشيستوف، الظروف المواتية للعودة إلى الذات و" عبّر عن الأفكار الأساسية للفلسفة الوجودية بقوة وشغف لا يقلان عن لوثر "[...]. ففي السجن، يتعلم الإنسان أن يسائل نفسه بطريقة مختلفة عما يفعله في حالة الحرية; فيكتسب جرأة في طريقة تفكيره لم يكن يتخيل حتى أنه قادر عليها. ". و الرجل « تحت الأرض » ، و في  "مذكرات قبو" يتناول حقائق واضحة وثابتة. و تتمتع جدليته بقوة فكر مُتَشَظ يخضع لقوانين أخرى غير قوانين الخطاب المتعارف عليه. ولهذا السبب يرى شيستوف أنها تستحق ان تُقارن  مع جدلية  أي فيلسوف أوروبي عظيم  .
و يعتبر المؤرخ الإيطالي إيتوري لو جاتو أن "مذكرات قبو" تمثل استثناء. فالفلسفة حاضرة فيها ، بنفس المعنى الذي تحضر في الأعمال الفلسفية لنيتشه وفاسيلي روزانوف  و التي هي أعمال شعرية أيضا .  ويرى أن دوستويفسكي يشترك مع هذين المفكرين في نقطة انطلاق فلسفية جامعة و هي: التمرد على  جميع أنظمة السعادة المزعومة  .

## المبادئ الأساسية
لم يكن دوستويفسكي مؤسسًا لنظام فلسفي خاص به يكتمل من وجهة نظر المنهج الشكلي للفلسفة الغربية (الألمانية). فهو لم يتلقَ تكوينا متخصصا في هذا المجال، واختار الأدب مجالا ليضع بصماته في الحياة. ومع ذلك، فإن أعمال هذا الكاتب والصحفي تحتوي على الأفكار الجوهرية للفلسفة الروسية الكلاسيكية التي تشكلت في النصف الثاني القرن التاسع عشر . يكتب الفيلسوف الروسي ميخائيل ماسلين : « إن رؤية دوستويفسكي للعالم هي من النوع الوجودي، و هي فلسفة للوجود الإنساني ».
كانت جميع أعمال دوستويفسكي تخاطب معاصريه، وكان اهتمام الكاتب منصبا دائمًا على قضايا الحياة العامة في عصره. فقد كان يعتبر عصره سواء في روسيا وفي أوروبا عموما فترة انكسار وتحول. فمن جانب ، كان هناك تقييم للماضي، وتم تحديد نقطة نهاية له، ومن ناحية أخرى، كانت تظهر ملامح مرحلة جديدة من تطور الثقافة والمجتمع ككل. وكان رأيه في عصره ذاك أنه يعرف « تحولا كاملا في المجتمع » بحثًا عن أنساق جديدة للحياة المشتركة قائمة على العدالة والأخوّة  .
تشتمل  أعمال دوستويفسكي على جوهر الوعي القومي الروسي. فكتابا : "مذكرات قبو" و"المحقق الأعظم" مليئان بأفكاره الفلسفية التي يعرض فيها قناعاته الدينية المسيحية والأخلاقية. و قد قدم دوستويفسكي مفهوم " الفكرة الروسية »  الذي أصبح أحد ركائز الفلسفة القومية الروسية. وكان أول من استخدم هذا المصطلح قبله هو صديقه المقرب أبولون مايكوف في 18 يناير 1856: حيث قال « أتحدث عن الوطنية، عن الفكرة الروسية، عن الإحساس بالواجب، عن الشرف القومي، عن كل ما تتحدث عنه بحماس كبير »  . وفقًا لـ : أنا. سيرومياتنيكوف، فإن الفكرة الروسية هي المبحث الأساسي في أعمال دوستويفسكي  . كتب الفيلسوف الروسي أرسيني جوليجا : « إن الفكرة الروسية عند دوستويفسكي هي تحقيق قواعد الأخلاق العالمية في شكل وطني »  .
أصبح الخطاب الذي ألقاه دوستويفسكي حول "بوشكين" في 8 يونيو 1880 بمثابة وصيته الروحية. فقد تجلى فيه "التعاطف  الكوني" للشعب الروسي و أبرز عبقرية الأمة الروسية التي تجسدت في شخصية ألكسندر بوشكين. ولم يكن المثل الأعلى الروسي القومي القائم على "الإنسانية الكونية" يحمل أي عداء للغرب. و قد وطد  خطاب دوستويفسكي حول بوشكين هيمنة آراء المجتمع الروسي على الساحة الفكرية، وساهم - ولو مؤقتا للأسف  - في المصالحة بين معسكري الغربيين والسلافوفيل. ووفقاً "س.س. شاولوف" الذي درس  "دوستويفسكي" ، فإن خطاب 8 يونيو 1880 حول بوشكين يعد " سابقة ، بل  يمكن عدّه  أول، الخطابات الفلسفية العامة في الثقافة الروسية، حيث تم تقديم الفكرة الفلسفية بطريقة فنية من قبل متحدث قام بتأليف النص بنفسه

## الباحثون وتقييمهم
لم تحظى دراسة النظام الفلسفي لدوستويفسكي إلا بعناية  محدودة خلال الفترة السوفييتية. و فيها نجد أعمال آرون شتاينبرغ (وهو فيلسوف يهودي-روسي) الذي كتب عن نظام الإرادة الحرة لدى دوستويفسكي (1923)، إضافة إلى  أعمال الباحث الألماني راينهارد لوث (1919-2007)، الذي ألف كتاب 'فلسفة دوستويفسكي دراسة  منهجية ' (1950، وقد تُرجم إلى الروسية في عام 1996). في عام 2002، نُشرت الطبعة الأولى باللغة الإنجليزية من كتاب جيمس سكلان بعنوان:"دوستويفسكي باعتباره فيلسوفا.
يمكن فهم عنوان مؤلف  أ. شتاينبرغ "النصر من خلال معرفة الخير والشر" في ضوء التطورات التي قدمها الفيلسوف والكاتب ألكسيس كليموف (1937-2006). و يلخص كليموف هذه المسألة المتعلقة بالخير والشر عند دوستويفسكي. و بالنسبة له  ، فإن المنطق، والعلم، والقانون، والأخلاق، واللغة، تخفي أفخاخا ينصبها العقل  ، والتي قد تسجن الإنسان بداخلها  . ولا يغدو الإنسان حيا حقًا إلا عندما يتجاوز حدود العقل، حيث يكتشف الخير والشر بشكل خاص. وكما كتب دوستويفسكي في رواية "الشياطين" (صفحة 269): "لم يكن العقل قادرًا أبدًا على أن يعرف  الخير والشر، و لا حتى أن  يفصل بينهما  ولو بشكل تقريبي. بل على العكس، فقد خلط بينهما دائمًا وبشكل مخزٍ ومؤسف.

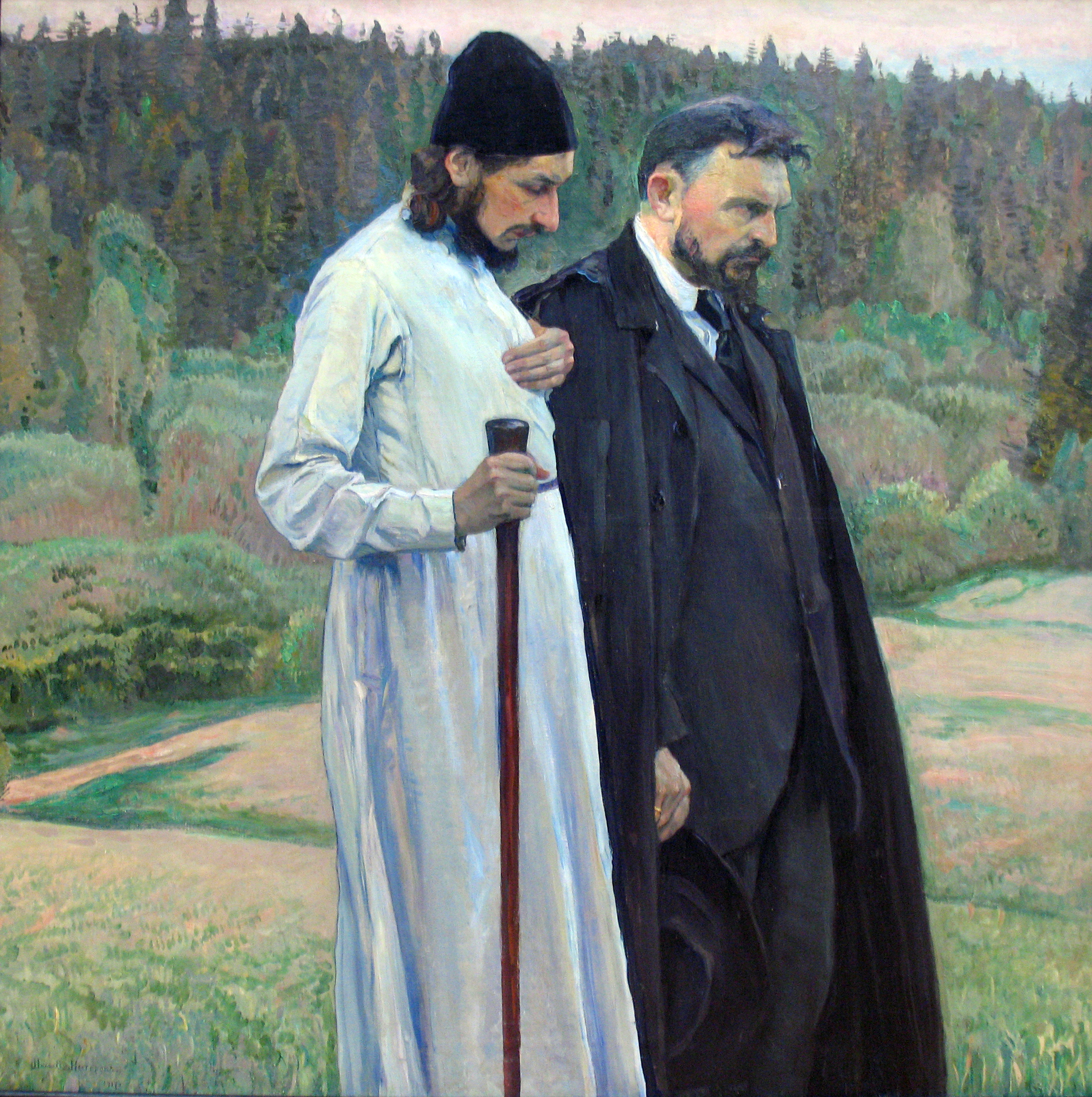
صورة للفيلسوفين بول فلورنسكي وسيرجي بولجاكوف من إنجاز الفنان التشكيلي ميخائيل نيستيروف.

و يعتبر "راينهارت لاوث" "دوستويفسكي" ممثلاً للفلسفة الدينية الروسية. ففي مقدمة كتابه، يصف أرسيني غوليغا ثلاثة نماذج رئيسية لمقاربة الكاتب الروسي، والتي يعتبرها مجانبة للصواب :
- دوستويفسكي ليس فيلسوفاً (مايكل هاغيمايستر)؛
- فلسفة دوستويفسكي تمجد الشر (ليون شيستوف وسيغموند فرويد)؛
- أعمال دوستويفسكي تمثل منبراً لكل من الخير والشر اللذان يولدان  في الإنسان.

هذه المقاربات لا تأخذ بعين الاعتبار الرؤية متعددة الأصوات لروايات المؤلف، وهي رؤية ميخائيل باختين. وهؤلاء المؤلفون، و من خلال تركيزهم على الجانب السلبي في  أعمال الروائي، ينسون أنه كما كتب باختين: "من خلال الأصوات المتعددة للشخصيات في الصفحات الأكثر حسماً في الروايات، يتردد "صوت الله" في روح الكاتب". وفقاً لأرسيني غوليغا، فإن آراء شيستوف وفرويد هي مصدر  التشهير الذي تعرض له  دوستويفسكي.
يعتبر الفيلسوف الروسي "م. أ. ماسلين" أنه "خلافاً للرأي الشائع الذي بثه  فرويد، لم يكن دوستويفسكي فيلسوفاً متشائماً أو يائساً". و تم تجاهل مشاعر الشفقة والتعاطف التي ميزته وكذا دعواته للتواضع ، و كان  هناك سعي   لبعض  الكتّاب و النقّاد الى  تشويه  الصورة الحقيقية لهذا الكاتب.
و قد أقام  "ن. ن. كروجكوف" صلة بين "دوستويفسكي" و"كيركيغارد"
"وفقاً لسورين كيركيغارد نفسه، فإن مجيء المسيح ليس مجرد حدث، بل هو تكوين مشترك. إنه قريب، و موجود في كل مكان. منذ البداية، و هو غير قابل للتصور. هذه هي الحقيقة... أما القداسة، فتُولد من رحم الخطيئة. و بالنسبة لكيركيغارد، يولد كل إنسان في الخطيئة. أما بالنسبة لدوستويفسكي، فهذه الفكرة  بديهية."